# Beaufoy Cove
Die Beaufoy Cove ist eine Bucht an der Nordküste Südgeorgiens im Südatlantik. Sie liegt auf der Südseite der Royal Bay und entstand durch den Rückzug des Weddell-Gletschers.
Das UK Antarctic Place-Names Committee benannte sie 2002. Namensgeber ist der Robbenfängers Beaufoy, mit dem Kapitän Matthew Brisbane (1787–1833) im Jahr 1823 Südgeorgien besucht hatte.